# اچ‌ام‌اس پترل (۱۸۹۹)
اچ‌ام‌اس پترل (۱۸۹۹) (به انگلیسی: HMS Peterel (1899)) یک کشتی بود که طول آن ۲۱۰ فوت (۶۴ متر) بود. این کشتی در سال ۱۸۹۹ ساخته شد.